# Vollzugsgebühr
Die Vollzugsgebühr ist eine Gebühr zur Honorierung eines Notars, der im Zusammenhang mit der Veräußerung von Grundstücken und verwandten Geschäften auch beim Vollzug des Geschäfts tätig geworden ist.
Die Vollzugsgebühr ist gesetzlich in § 112 des Gerichts- und Notarkostengesetzes geregelt. Die Höhe der Gebühr richtet sich einerseits nach dem Geschäftswert und andererseits danach, ob der Notar nur beim Vollzug eines anderweit beurkundeten Geschäfts tätig wird, ob er den Entwurf der Vereinbarung selbst gefertigt oder lediglich die Unterschrift beglaubigt hat.
Die Vollzugsgebühr tritt neben sonstige im Zusammenhang mit dem Geschäft verwirklichte Gebührentatbestände.